# Salmo 52

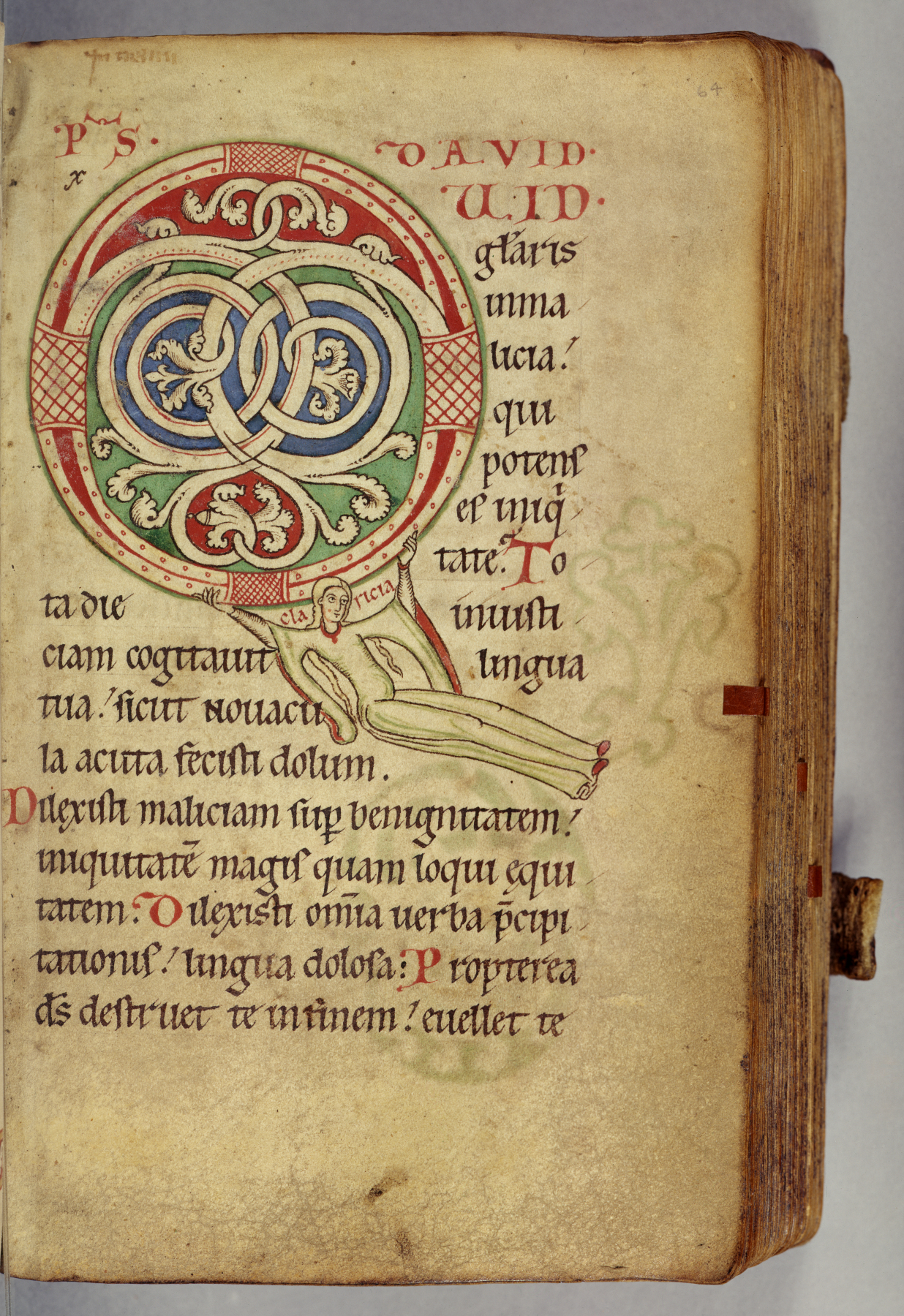
Lincipit del salmo 52 in un salterio tedesco di fine XII secolo.

Il salmo 52 (51 secondo la numerazione greca) costituisce il cinquantaduesimo capitolo del Libro dei salmi. È tradizionalmente attribuito al re Davide. È utilizzato dalla Chiesa cattolica nella liturgia delle ore.